# Chamaesphecia ruficoronata
Chamaesphecia ruficoronata is een vlinder uit de familie wespvlinders (Sesiidae), onderfamilie Sesiinae.
De wetenschappelijke naam van de soort is voor het eerst geldig gepubliceerd door Kallies, Petersen & Riefenstahl in 1998. De soort komt voor in het Palearctisch gebied.